# Ptecticus kerteszi
Ptecticus kerteszi är en tvåvingeart som beskrevs av Meijere 1924. Ptecticus kerteszi ingår i släktet Ptecticus och familjen vapenflugor. Inga underarter finns listade i Catalogue of Life.